# جاكوب بيتر دين هارتوغ
جاكوب بيتر دين هارتوغ (بالإنجليزية: Jacob Pieter Den Hartog؛ بالهولندية: Jacob Pieter Den Hartog) هو مهندس هولندي وأمريكي، ولد في 23 يوليو 1901، وتوفي في 17 مارس 1989 في هانوفر في الولايات المتحدة.